# Inês Aguiar
Inês Várzea Aguiar (Lisboa, 12 de agosto de 1998) é uma atriz portuguesa.

## Carreira
No ano de 2014 estreou-se com o papel de Carlota Vaz na produção da SIC, Mar Salgado.
Em 2020 deixa a SIC e vai para a TVI.
Na TVI entra na novela Bem Me Quer em que interpreta a vilã Laura Cunha.

## Filmografia

### Televisão
| Ano       | Projeto             | Papel                  | Notas            | Canal |
| --------- | ------------------- | ---------------------- | ---------------- | ----- |
| 2014–2016 | Mar Salgado         | Carlota Queiroz Vaz    | Co-protagonista  | SIC   |
| 2016–2017 | Rainha das Flores   | Rita                   | Elenco adicional | SIC   |
| 2017–2018 | Paixão              | Vera Veloso            | Elenco principal | SIC   |
| 2017      | Ministério do Tempo | Constança              | Elenco principal | RTP1  |
| 2017      | Cenas de Família    | Alexandra (Xana)       | Elenco adicional | FOX   |
| 2020–2021 | Bem Me Quer         | Laura Cunha            | Elenco principal | TVI   |
| 2022      | Quero é Viver       | Dora                   | Elenco adicional | TVI   |
| 2023      | Queridos Papás      | Sol                    | Elenco adicional | TVI   |
| 2024–2025 | A Fazenda           | Mafalda Borges Lacerda | Co-antagonista   | TVI   |

### Cinema
- 2018: Leviano - Mafalda Magalhães